# Андреевка (Ленинский район, Крым)
Андре́евка (до 1941 года Джанко́й-Джанакба́т; укр. Андріївка, крымскотат. Canköy Canaqbat, Джанкой Джанакъбат) — исчезнувшее село в Ленинском районе Республики Крым, располагавшееся на востоке района и Керченского полуострова, примерно в 2 км к югу от современного пгт Багерово.

## История
Впервые в доступных источниках селение встречается на военно-топографической карте генерал-майора Мухина 1817 года, где на месте села обозначен хутор Куурдак. На карте 1836 года в деревне Джанакбат (Джанкой) 18 дворов, а на карте 1842 года Джанакбат (Джанкой) обозначен условным знаком «малая деревня» (это означает, что в нём насчитывалось менее 5 дворов).
В 1860-х годах, после земской реформы Александра II, деревню приписали к Сарайминской волости. Согласно «Списку населённых мест Таврической губернии по сведениям 1864 года», составленному по результатам VIII ревизии 1864 года, Джанкой — владельческая татарская деревня с 25 дворами, 43 жителем и мечетью при колодцах. По обследованиям профессора А. Н. Козловского начала 1860-х годов, в селении «имеется хорошая пресная вода» в колодцах глубиной 1—5 саженей (от 2 до 10 м). На трёхверстовой карте Шуберта 1865—1876 года в деревне Джанабат (Джянкой) обозначено 3 двора. По «Памятной книге Таврической губернии 1889 года», включившей результаты Х ревизии 1887 года, в деревнях Джанкой и Мама вместе числилось 29 дворов и 156 жителей. По «…Памятной книжке Таврической губернии на 1892 год» в безземельной деревне Джанкой, не входившей ни в одно сельское общество, числилось 67 жителей, домохозяйств не имеющих. По «…Памятной книжке Таврической губернии на 1902 год» в деревне Джанкой, входившей в Ново-Александровское сельское общество, числилось 30 жителей, домохозяйств не имеющих. По Статистическому справочнику Таврической губернии. Ч.II-я. Статистический очерк, выпуск пятый Феодосийский уезд, 1915 год, на хуторе Джанкой (Петренко и Фесенко) Сарайминской волости Феодосийского уезда числилось 3 двора с русским населением в количестве 20 человек только «посторонних» жителей, из которых 8 мужчин и 12 женщин. При хуторе числилось 769 десятин удобной земли. В хозяйствах имелось 40 лошадей, 68 волов, 40 коров и 545 голов овец, свиней, или коз.
После установления в Крыму Советской власти, по постановлению Крымревкома, 25 декабря 1920 года из Феодосийского уезда был выделен Керченский (степной) уезд, а, постановлением ревкома № 206 «Об изменении административных границ» от 8 января 1921 года была упразднена волостная система и в составе Керченского уезда был создан Керченский район в который вошло село (в 1922 году уезды получили название округов. 11 октября 1923 года, согласно постановлению ВЦИК, в административное деление Крымской АССР были внесены изменения, в результате которых округа были отменены и основной административной единицей стал Керченский район в который вошло село. Согласно Списку населённых пунктов Крымской АССР по Всесоюзной переписи 17 декабря 1926 года, в селе Джанкой-Джанабат, Либкнехтовского сельсовета Керченского района, числилось 14 дворов, все крестьянские, население составляло 62 человека, из них 60 русских и 2 украинцев. Постановлением ВЦИК «О реорганизации сети районов Крымской АССР» от 30 октября 1930 года (по другим сведениям 15 сентября 1931 года) Керченский район упразднили и село включили в состав Ленинского, а, с образованием в 1935 году Маяк-Салынского района (переименованного 14 декабря 1944 года в Приморский) — в состав нового района. Время и причину переименования села в Андреевку установить пока не удалось, но на подробной карте РККА Керченского полуострова 1941 года уже обозначена Андреевка с 19 дворами.
После освобождения Крыма от фашистов, 12 августа 1944 года было принято постановление № ГОКО-6372с «О переселении колхозников в районы Крыма» и в сентябре того же года в район приехали первые новоселы 204 семьи из Тамбовской области, а в начале 1950-х годов последовала вторая волна переселенцев из различных областей Украины. С 25 июня 1946 года селение в составе Крымской области РСФСР, а 26 апреля 1954 года Крымская область была передана из состава РСФСР в состав УССР. Указом Президиума Верховного Совета УССР «Об укрупнении сельских районов Крымской области» от 30 декабря 1962 года Приморский район был упразднён, а село вновь присоединили к Ленинскому району. Время включения в Багеровский поссовет пока не установлено: на 15 июня 1960 года село уже числилось в его составе. Андреевка исключена из учётных данных в 1984 году.

### Динамика численности населения
| - 1864 год — 43 чел. - 1889 год — 156 чел. - 1892 год — 67 чел. | - 1902 год — 30 чел. - 1915 год — 0/20 чел. - 1926 год — 62 чел. |